# Bohunice (Brno)
Bohunice (niem. Bohonitz) – historyczna gmina, dzielnica i gmina katastralna, a od 24 listopada 1990 pod nazwą Brno-Bohunice również część miasta na południowo-zachodnich obrzeżach miasta Brna o powierzchni 301,71 ha. Zarejestrowanych jest tutaj 47 ulic i 1132 adresów.